# Tortosa
Tortosa é um município da Espanha na , província de Tarragona, comunidade autónoma da Catalunha. Tem 218,45 km² de área e em 2021 tinha 33 572 habitantes (densidade: 153,7 hab./km²). É a capital da comarca do Baixo Ebro.
Durante o período romano chamava-se Dertosa.

## Demografia
| Variação demográfica de Tortosa entre 1991 e 2004 |        |        |        |
| 1991                                              | 1996   | 2001   | 2004   |
| 29 452                                            | 30 088 | 28 933 | 31 979 |
|                                                   |        |        |        |

## Locais de interesse
- Catedral de Santa Maria
- Reials Col·legis / Reales Colegios
- Palácios
- Castelo

## Personagens ilustres
- Adriano VI (Utrecht, 1459 – Roma, 1523).
- Willem van Enckenvoirt (1464 - 1534), cardeal neerlandês, bispo de Tortosa e de Utrecht.
- Francisco Gil de Frederico e Sans (Mártires do Vietname)
- Pedro Alberni (1747-1802)
- Ramón Cabrera (Tortosa, 1806-Wentworth, 1877).
- Manuel Domingo y Sol (1836-1909).
- Felipe Pedrell (Tortosa, 1841-Barcelona, 1922).
- Antonio Casanova y Estorach (Tortos, 1847-Paris, 1896), pintor.
- Jaume Ferran i Clua (Corbera de Ebro, 1851-Barcelona, 1929), médico.
- Francisco Gimeno Arasa (Tortosa, 1858-Barcelona, 1927), pintor.
- Agustín Querol (Tortosa, 1860-Madrid, 1909), escultor
- José María Marqués García (Tortosa, 1861-Barcelona, 1938), pintor.
- Víctor Beltrí (Tortosa, 1862-Cartagena, 1935), arquiteto.
- Marcelino Domingo (Tarragona, 1884-Toulouse, 1939), político.
- Rafael Vidiella (Tortosa, 1890-Barcelona, 1982): político.
- José Subirats Piñana (Tortosa, 1920-Barcelona, 2017), político.
- José Benet Espuny (Tortosa, 1920-2010), pintor.
- Ricard Salvat (Tortosa, 1934-Barcelona, 2009).
- Pere Ponce (Tortosa, 1964), ator.